# Akram El Hadi Salim
Akram El Hadi Salim   (Abu Dhabi, 27 de febrer de 1987), nom complet Akram El Hadi Saleem Abd El Tam, és un futbolista sudanès, nascut a Emirats Àrabs Units de la dècada de 2010.
Fou internacional amb la selecció de futbol del Sudan. Pel que fa a clubs, destacà a Al-Merreikh.